# جمیل توران
جمیل توران (انگلیسی: Cemil Turan؛ زادهٔ ۱ ژانویهٔ ۱۹۴۷) بازیکن فوتبال اهل ترکیه است.
از باشگاه‌هایی که در آن بازی کرده‌است می‌توان به باشگاه ورزشی ساری‌یر، باشگاه ورزشی استانبول‌اسپور، و باشگاه فوتبال فنرباغچه اشاره کرد.
وی همچنین در تیم ملی فوتبال ترکیه بازی کرده‌است.